# Find Me in Paris
Find Me in Paris (Brasil: Me Encontra em Paris / Portugal: Encontra-me em Paris) é uma série de televisão de drama adolescente que estreou em 14 de abril de 2018 no Hulu e é produzida pela ZDF e pela Cottonwood Media. A série é filmada em Paris, em áreas como o Ópera Garnier e a Ópera Nacional de Paris. A partir de 2019, Find Me in Paris está disponível em mais de 130 países, sendo  transmitida no canal Nickelodeon no Reino Unido,, no Hulu nos Estados Unidos da América. Ela é também exibida no Dinsey Channel e no Disney Plus na América Latina. E também exibida em Portugal pelos canais RTP2 e SIC K. 

## Sinopse

### Temporada 1
Helena 'Lena' Grisky, uma princesa russa de 1905, está treinando para ser bailarina na Opéra de Paris e é a melhor aluna da escola. Seu namorado Henri não sabe que sua família é de viajantes no tempo e descobre um relógio escondido por seu pai, que ele dá de presente a Lena, pensando que é apenas uma joia. Lena é transportada e presa no ano de 2018, deixando Henri lutando para encontrar uma maneira de trazê-la de volta e lutar contra os Coletores de Tempo, que partiram para capturar Lena.
Enquanto isso, em 2018, Lena deve continuar a frequentar a escola de balé na moderna Opéra de Paris para manter sua identidade em segredo e permanecer em Paris até que ela possa retornar a 1905. No entanto, apesar de querer voltar a 1905, Lena logo se estabelece nela novo período de tempo e faz novos amigos que também são alunos da escola - Jeff, Dash e Ines, que se torna sua melhor amiga e a primeira a descobrir seu segredo. No entanto, ela também encontra uma rival na implacável Thea, que vê Lena como uma ameaça à sua ambição de ser a melhor dançarina da escola. Para complicar ainda mais as coisas, embora Lena não tenha esquecido de Henri, ela acaba se apaixonando por Max, que se torna seu parceiro de dança. Ela também encontra o amor por um novo gênero de dança, o hip-hop, quando se junta ao grupo de dança de Max chamado BLOK. Com todos esses conflitos, Lena fica com um dilema se quer ou não voltar para casa.

### Temporada 2
Quando Lena volta a 1905, é relatado à agência de viagens no tempo que alguém entrou no século errado. É então revelado que Lena realmente nasceu no século XXI, mas foi enviada para o século XX como recém-nascida. Lena e Henri se separam em fusos horários diferentes e trocam cartas durante a temporada. Thea descobre os Coletores do Tempo e começa um relacionamento com Frank, usando seu dispositivo de viagem no tempo. Frank e Thea elaboram um plano para controlar a Viagem no Tempo, mas as coisas dão errado quando uma agente novata do Bureau, Lex, decide consertar as coisas sem qualificação. Ela logo começa a interferir na vida de Lena e causa problemas. Ainda na escola, Lena se junta a Max em uma dança arriscada que machuca seu joelho. Max está impossibilitado de  dançar, deixando Lena e Jeff lutando pela liderança do BLOCK. Eles decidem criar um grupo e entrar na série de competição americana chamada Dance Off. Mais tarde, Lena está pronta para retornar ao seu período de tempo, mas depois viaja para 1983 com Jeff, Ines e Isaac por engano. Lex luta para compreender o que aconteceu, mas depois é excluíds pelo Capitão Nico Michaels, um adolescente de alto escalão do Bureau. Ela é excluída por interferência não autorizada com Viagem no Tempo. Frank e Thea são lançados em 1905 e, combinando os poderes dos Time Pieces, Clive e Pinky se perdem.  

### Temporada 3
A temporada começa com Lena e as memórias da gangue apagadas. Todos voltam para a escola e são informados de que foram escolhidos para ingressar em uma empresa no sul da França para treinamento. Enquanto os outros se alegram, Lena recebe uma carta de Max afirmando que ele voltou para casa em Londres para se tornar coreógrafo. Ines a ajuda a superar o rompimento e aproveitar a França com ela. Enquanto na França, Lena encontra Nico, sem saber de suas más intenções. Lena rapidamente desenvolve uma simpatia por ele, apesar dos avisos e suspeitas constantes de Ines. Enquanto ela está treinando, Lena é desafiada por uma dançarina mais jovem chamada Romy, que está tentando treinar com a primeira divisão. Lena aceita de bom grado o desafio e envergonha Romy. Mais tarde, Romy é vista discutindo, com seu melhor amigo Simon, e segurando várias imagens de Lena em 1905. Romy está convencida de que ela e Lena estão conectadas, embora ela nunca a tenha conhecido. Nico se torna o parceiro de dança de Lena e ela se preocupa profundamente com seu bem-estar. Enquanto estava lá, Lena sonha que está escapando do Bureau em um conjunto de cisnes. Quando ela está prestes a escapar, Nico a agarra e sorri ameaçadoramente para ela. Lena está em conflito com o sonho e Ines decidiu ajudá-la a criar um mapa mental de seu sonho. Romy está secretamente ouvindo à porta durante toda a provação. Assim como Ines e Lena se lembram de tudo, o bloqueio mental que o Bureau criou as faz esquecer de tudo novamente. Eles saem da sala em confusão e Romy suspeita que algo está errado. Enquanto treina, Nico finge ficar doente e vai embora mais cedo. Romy e Simon estão na casa ao mesmo tempo e tentando descobrir o que aconteceu. Eles estão conversando em Lena ' s quarto quando eles aqui a porta aberta. Ele chega de volta à casa e procura no quarto de Lena por atividades suspeitas. Romy e Simon mergulham na cama de Lena e fecham as cortinas ao ouvir passos se aproximando. Nico entra na sala e fica chocado ao ver o mapa mental. Ele rapidamente remove tudo do tabuleiro e o enfia no bolso. Simon e Romy testemunham tudo, mas só conseguem ver os pés do "criminoso", sem revelar seu esconderijo. No dia seguinte, Simon e Romy rastreiam o dono dos sapatos. Eles acabam descobrindo que é Nico. Nico ainda está fingindo estar doente quando Lena entra em seu quarto e lhe dá uma tigela de sopa e uma rosa de origami. Quando ela sai da sala, Nico se prepara para relatar suas descobertas ao rastrear 'O Escolhido'. Enquanto ele está prestes a fazer o relatório, quando seus olhos se voltam para a rosa de origami que Lena fez para ele. Ele interrompe o relatório e segura a rosa, claramente em conflito com seus sentimentos crescentes por Lena. Enquanto isso, Henri chega a Mônaco e está desesperado para ajudar Lena a recuperar suas memórias de Viagem no Tempo. Lena fica intrigada com Henri, mas Ines o acha irritante enquanto ele continua a perseguir Lena. Henri finalmente encontra Lena sozinha e a beija, o que a faz se lembrar de suas memórias de Viagem no Tempo. Ela está encantada em ver Henri e então percebeu que Nico é uma má notícia. Enquanto isso, Frank e Thea estão presos em 1905. Eles decidem se separar para se proteger do Bureau. Então, Clive e Frank elaboram um plano para enviar a arqui-inimiga de Lena de 1905, Claudine, para o futuro, para que ela possa chegar a Lena. Então Lena, Henri, Frank e Nico descobrem que são herdeiros e que um deles é o escolhido. Eles também descobrem que a mãe de Nico é a chefe do Bureau do tempo, que mantém Frank e Henri em alerta. Nico confessa a Lena que realmente gosta dela, mas Henri está ficando mais ciumento a cada dia. Romy ainda tem o relógio de Lena e o está usando, mas não sabe sobre o acordo que Lena e a mãe de Nico fizeram. Enquanto isso, Frank e Ines ficam mais próximos a cada dia e começam a gostar um do outro. Romy ficou presa na prisão de tempo, mas Nico e Lena a tiraram, por causa de Romy agora o Bureau tem Ines planejado que pode levá-los a qualquer momento sem um relógio ou dia de portal. Acontece que Lena foi a escolhida. Lena é a chefe do Bureau. Frank e Nico trabalham para ela e ela vai consertar tudo que a mãe de Nico fez.

## Elenco

### Personagens Principais
| Ator/Atriz         | Personagem                                   | Temporadas      | Temporadas      | Temporadas      |
| Ator/Atriz         | Personagem                                   | 1               | 2               | 3               |
| ------------------ | -------------------------------------------- | --------------- | --------------- | --------------- |
| Jessica Lord       | Helena "Lena" Grisky                         | Protagonista    | Protagonista    | Protagonista    |
| Eubha Akilade      | Ines Lebreton                                | Co-Protagonista | Co-Protagonista | Co-Protagonista |
| Hannah Dodd        | Dorothea "Thea" Raphael Bianca "Bia" Raphael | Antagonista     | Antagonista     | Convidada       |
| Rory J. Saper      | Maximus "Max" Alvarez                        | Protagonista    | Protagonista    |                 |
| Castle Rock        | Jefrey "Jeff" Raphael Jefred "Fred" Chase    | Co-Protagonista | Co-Protagonista | Co-Protagonista |
| Hiran Abeysekera   | Dash Khan Duarte Khan                        | Co-Protagonista | Convidado       |                 |
| Christy O’Donnell  | Henri Duquet Henrique Duquet                 | Protagonista    | Protagonista    | Protagonista    |
| Terique Jarrett    | Isaac Portier                                |                 | Co-Protagonista | Co-Protagonista |
| Jake Swift         | Nico                                         |                 |                 | Co-Protagonista |
| Isabelle Allen     | Romy Jensen                                  |                 | Convidada       | Antagonista     |
| Caitlin-Rose Lacey | Kennedy Mather                               | Recorrente      | Recorrente      | Co-Protagonista |
| Chloe Fox          | Bree Girling                                 | Recorrente      | Recorrente      | Co-Protagonista |

### Personagens Secundários
| Ator/Atriz        | Personagem         | Temporadas   | Temporadas   | Temporadas   |
| Ator/Atriz        | Personagem         | 1            | 2            | 3            |
| ----------------- | ------------------ | ------------ | ------------ | ------------ |
| Seán Óg Cairns    | Frank Franco       | Recorrente   | Recorrente   | Recorrente   |
| Lawrence Walker   | Pinky Pedro        | Recorrente   | Recorrente   | Recorrente   |
| Luca Varsalona    | Clive Cláudio      | Recorrente   | Recorrente   | Recorrente   |
| Katherine Erhardy | Gabrielle Carré    | Recorrente   | Recorrente   | Recorrente   |
| Ingo Brosch       | Victor Duquet      | Recorrente   | Recorrente   | Recorrente   |
| Chris Baltus      | Etienne            | Recorrente   | Recorrente   | Recorrente   |
| Javone Prince     | Oscar              | Recorrente   | Recorrente   |              |
| Edward Kagutuzi   | Oscar              |              | Recorrente   | Recorrente   |
| Audrey Hall       | Claudine Renault   | Recorrente   | Recorrente   | Recorrente   |
| Rik Young         | Armando Castillo   | Recorrente   | Recorrente   | Recorrente   |
| Manuel Pacific    | Reuben Bello       | Participação |              |              |
| Elisa Doughty     | Princesa Alexandra | Participação | Participação | Participação |
| Sophie Airdien    | Francie Parks      | Participação |              |              |
| Rameet Rauli      | Lex                |              | Participação |              |

## Temporadas
| Temporada                    | Episódios |   |    |
| ---------------------------- | --- | - | -- |
| Temporada                    | Episódios | 1 | 26 |
| 1.Portal para a Ópera        | Lena Grisky viaja acidentalmente no tempo e precisa manter seu disfarce.                                                                  |   |    |
| 2.Bem Vindo ao Block         | Lena deve passar-se por uma adolescente moderna para evitar os perigosos colecionadores do tempo.                                         |   |    |
| 3.Juntos Novamente           | Vitor deixa Lena trás, para prender os Colecionadores do tempo, mas Henri tem um plano.                                                   |   |    |
| 4.Uma Dupla Explosiva        | Com Vitor e Henry presos, Lena deve se adaptar a sua nova vida e ao trabalho no balé.                                                     |   |    |
| 5.Encontro em Paris          | Desesperada para se adaptar, Lena sai Com Jeff e, à medida que o dia avança, se distrai facilmente.                                       |   |    |
| 6.Mamães                     | Lena está animada para ser uma "mãe" para uma aluna mais jovem, mas terá que competir com Thea.                                           |   |    |
| 7.A lenda de La Fee          | Um estudo de cena com um triângulo amoroso incita a competição e irrita Lena e Thea.                                                      |   |    |
| 8.Arabesco e Flamenco        | Lena segue Max até a casa de sua tia, mas não está preparada para a família barulhenta e intrometida de Max.                              |   |    |
| 9.Amigos ou Inimigos?        | Uma competição de equipes de balé coloca Lena ao lado de Thea e contra Inês.                                                              |   |    |
| 10.Uma Mãe Sufocante         | As audições encontraram obstáculos, quando o talento de Lena se junta a indisciplina de Jeff, enquanto isso a mãe de Thea está na escola. |   |    |
| 11.Nos Túneis do Garnier     | Os colecionadores do tempo vão até 2018 para pegar Lena e o relógio depois de completarem o portal.                                       |   |    |
| 12.O Método de Relaxamento   | Max mostra a lena seu método de relaxamento após Lena perder o papel por está nervosa demais nos ensaios.                                 |   |    |
| 13.Se Foi                    | Lena está prestes a entrar em cena, mas Thea lhe entrega uma carta de Henry querendo um encontro.                                         |   |    |
| 14. Hora de Encarar a Música | Depois de perder a chance de se juntar a Henry, Lena precisa voltar para a escola.                                                        |   |    |
| 15. Entre os tijolos         | Determinada a entrar para a Companhia Lena e reúne seus amigos para realizar uma dança barroca.                                           |   |    |
| 16.Hip-Hop Arriscado         | Lena e Max fazem uma coreografia barroca, mas alguém estraga a chance de Lena dançar.                                                     |   |    |
| 17. Os Escorregões da Vida   | Depois de terminar com Henry, Lena se vinga de Thea pela sabotagem da máscara, mas vai longe demais.                                      |   |    |
| 18. E Aí Mano                | O Block participa de uma competição de dança, mas uma outra equipe de dança copia os seus movimentos.                                     |   |    |
| 19.Mal de Família            | Todo mundo se comporta quando o famoso Armando de Castillo chega, exceto Max.                                                             |   |    |
| 20.Segredos e Dicas          | Com a infância de Max ainda em questão, Lena incentiva Max a confrontar seu pai e fazer as pazes.                                         |   |    |
| 21.A.M.O.R                   | Depois de um beijo caloroso, Lena e Max estão apaixonados, mas não sabem como prosseguir.                                                 |   |    |
| 22.Eles Sabem                | Em um passeio da escola ao Museu, Lena fica chocada quando vê o retrato da família Grisky.                                                |   |    |
| 23. Contando Mentiras        | O baile de fim de ano se aproxima, mas Lena está distraída e quer saber a verdade sobre a sua família.                                    |   |    |
| 24.Dance Até Cair            | os integrantes do Block decidem entre o campeonato europeu e a apresentação de fim de ano.                                                |   |    |
| 25.Uma Brincadeira Perigosa  | Lena tenta fazer as malas mas fica emotiva com a competição do Block.                                                                     |   |    |
| 26.Hora do Show              | No dia do portal, Lena não sabe se deseja mesmo voltar para 1905.                                                                         |   |    |
| 2                            | 26 |   |    |
| 3                            | 26 |   |    |

## Trilha Sonora
A trilha sonora de Me Encontra em Paris se chama "Find Me in Paris (Léna rêve d'étoile) - Season 1 [Original Soundtrack from the TV Series]" e foi lançada em 26 de julho de 2019 em plataformas digitais como Spotify, Google Play e Apple Music. Já a trilha sonora da segunda temporada se chama "Find Me in Paris (Léna rêve d'étoile) - Season 2 [Music from the Original TV Series]" e foi lançada em 24 de janeiro de 2020 nas mesmas plataformas. Já a da terceira temporada se chama "Find Me in Paris - Season 3 (Music from the Original TV Series)" e foi lançada em 21 de agosto de 2020. 

### Primeira Temporada
1. Léna - Cosmic Moon
2. She's Gone (Casbo Remix) - Can Canseven
3. Chin Up - Cosmic Moon
4. Let It Shine - Rémi R.
5. Wifi - Cosmic Moon
6. Opening Credits - Jehl Bailey
7. Cookie - Norbert Gilbert
8. Flashmob - Niko Noki & Viencent Turbe
9. Globe Digger - Mister Modo & Ugly Mac Beer
10. Savage - Norbert Gilbert
11. Majesty - Norbert Gilbert
12. Get Together - Cosmic Moon
13. All the things - Facel's Vega
14. Feel - Christy O'Donnell
15. Emotion - Norbert Gilbert
16. This is Paris - Mister Modo & Ugly Mac Beer

### Segunda Temporada
1. In Colors (Remix) – Christy O’Donnell
2. Blok Battle – Giacomo Lecchi D’Alessandro
3. Above – Norbert Gilbert
4. Broadway – Lucie Guillem
5. Carte blanche – Christy O’Donnell
6. That Girls Know – Charlotte Barban-Dangerfield
7. On the Road – Norbert Gilbert
8. In Colors – Christy O’Donnell
9. Juice – Giacomo Lecchi D’Alessandro
10. Silence – Norbert Gilbert
11. Jeff Crew – Giacomo Lecchi D’Alessandro
12. Royal Style – Giacomo Lecchi D’Alessandro
13. Kaleidoscope – Norbert Gilbert
14. Fall – Norbert Gilbert

### Terceira Temporada
1. Eh Oh - Patrice Focone
2. Can’t Stop Loving You - Christy O’Donnell
3. The Way You Smile - Christy O’Donnell
4. I am U - Patrice Focone
5. Boss - Patrice Focone
6. Timeline - Patrice Focone
7. Seven Days - Norbert Gilbert
8. Bureau Speed - Patrice Focone
9. Break Dance in Paris - Patrice Focone
10. On the Congo River - Patrice Focone
11. The Battle - Patrice Focone
12. Weather Swing - Patrice Focone
13. Sunset Powder - Norbert Gilbert
14. Show Me - Norbert Gilbert
15. Paris Disco - Patrice Focone
16. Girls and Birds - Norbert Gilbert

## Dublagem
| Personagem              | Dublagem                                                         | Temporada              |
| Personagens Principais  | Personagens Principais                                           | Personagens Principais |
| ----------------------- | ---------------------------------------------------------------- | ---------------------- |
| Lena Grisky             | Bia Dellamonica                                                  | 1ª-3ª                  |
| Ines Lebreton           | Giulia de Brito                                                  | 1ª-3ª                  |
| Thea Raphael            | Giovanna Calegaretti                                             | 1ª-3ª                  |
| Max Alvarez             | Daniel Figueira                                                  | 1ª-2ª                  |
| Jeff Chase              | Lipe Volpato                                                     | 1ª-3ª                  |
| Dash Khan               | Vitor Mello                                                      | 1ª-2a                  |
| Henri Duquet            | Rodrigo Horta                                                    | 1ª-3ª                  |
| Isaac Portier           | Adrian Tatini                                                    | 2ª-3ª                  |
| Nico Michaels           | Vitor Mello                                                      | 3ª                     |
| Personagens Recorrentes |                                                                  |                        |
| Frank                   | Ítalo Luiz                                                       | 1ª-                    |
| Pinky                   | Matheus Ferreira                                                 | 1ª-                    |
| Clive                   | Caio Guarnieri                                                   | 1ª-                    |
| Gabrielle Carré         | Cecília Mendes                                                   | 1ª-                    |
| Victor Duquet           | Marcelo Pissardini                                               | 1ª-                    |
| Etienne                 | Marco Aurélio Campos                                             | 1ª-                    |
| Oscar                   | Felipe Zilse                                                     | 1ª-                    |
| Bree Girling            | Isabella Guarnieri                                               | 1ª-                    |
| Kennedy Mather          | Gabriela Milani                                                  | 1ª-                    |
| Claudine Renault        | Gabriela Milani (1ª voz) Lia Mello (2ª voz) Luiza Porto (3ª voz) | 1ª-                    |
| Reuben Bello            | Marcus Pejon                                                     | 1ª-                    |
| Armando Castillo        | Marcelo Salsicha                                                 | 1ª-                    |
| Princesa Alexandra      | Sandra Mara Azevedo                                              | 1ª-                    |
| Francie Parks           | Bruna Matta                                                      | 1ª-                    |
| Alexa "Lex" Dosne       | Jacque Souza                                                     | 2ª-                    |
| Romy Jensen             | Anna Giulia Chantre                                              | 3ª-                    |
| Simon                   | Yago Contatori                                                   | 3ª-                    |

| Créditos da dublagem | Brasil                                                                   |
| -------------------- | ------------------------------------------------------------------------ |
| Direção de Dublagem  | Diego Marques (S01E01 até S02E19) Sandra Mara Azevedo (S02E20 em diante) |
| Tradução             | Paloma Nascimento                                                        |
| Diretora Criativa    | Vânia Mendes                                                             |
| Dublado nos Estúdios | TV Group Digital Brasil                                                  |